# Malabar
Il Malabar, detto anche Costa del Malabar, è una regione situata lungo la costa sud-occidentale della penisola indiana, che costituisce la parte settentrionale dello Stato del Kerala. Essa si estende da Mangalore a nord, fino al fiume Ponnani a sud, tra le rive del Mar Arabico e la catena dei Ghati occidentali. Il nome è tuttavia usato anche più in generale per riferirsi a tutta la costa sudoccidentale dell'India, da Goa fino al Capo Comorin (Kanyakumari).
L'apertura verso il mare e verso il commercio marittimo ha creato un clima favorevole alla tolleranza religiosa, per cui oltre alla maggioranza induista, esistono, con una convivenza pacifica, anche cristiani, delle diverse confessioni, musulmani ed ebrei.
La costa del Malabar e il versante occidentale del Gati è una delle regioni più umide dell'India del Sud.

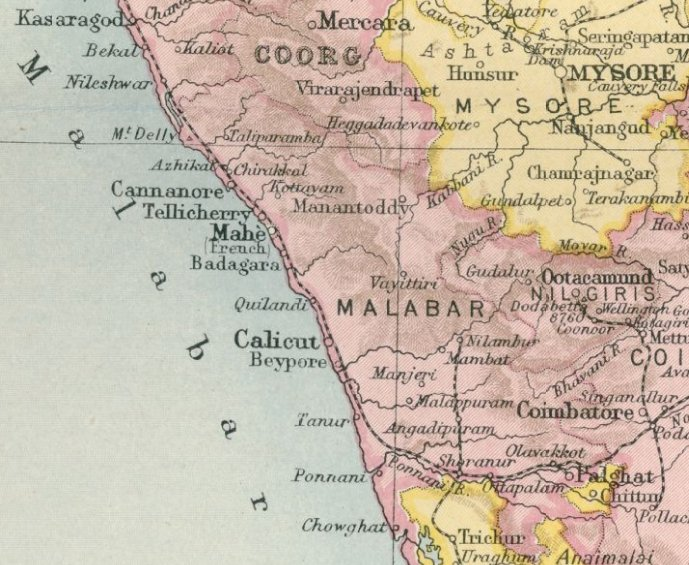
Distretto del Malabar

## Storia
I porti della costa del Malabar erano i principali punti di esportazione delle spezie, nonché della seta (una ramificazione della via della seta passava attraverso il Malabar). Nel Trecento, Calicut era uno dei nodi nevralgici del commercio sulla costa del Malabar, ed era governata da sovrani indipendenti chiamati Samoothirippadu (spesso anglicizzato in Zamorin), così Calicut era conosciuta anche col nome di "Città degli Zamorin".
Durante il Cinquecento, i Portoghesi occuparono sia la zona a nord, con la città di Kannur, sia la zona a sud della città, dove sorgeva Cochin, mentre Calicut mantenne, in quel momento, la sua indipendenza.
Nel 1792 tutte le coste del Malabar caddero sotto il dominio britannico.
Dopo l'indipendenza dell'India, il Malabar dal 1949 costituì lo Stato federato del Travancore-Cochin detto anche Thiru-Kochi, che dal 1956 fu unito al Kerala.